# Pleurosicya fringilla
Pleurosicya fringilla är en fiskart som beskrevs av Larson, 1990. Pleurosicya fringilla ingår i släktet Pleurosicya och familjen smörbultsfiskar. Inga underarter finns listade i Catalogue of Life.